# Амаду Сісс
Амаду Сісс (фр. Amadou Ciss, нар. 7 вересня 1999, Гедіаває) — сенегальський футболіст, півзахисник клубу «Ам'єн».

## Клубна кар'єра
У дорослому футболі дебютував 2017 року виступами за «По», взявши участь у 24 матчах третього дивізіону Франції. Влітку 2018 року перейшов у «Фортуну» (Сіттард). 1 вересня 2018 року в матчі проти «Утрехта» (1:1) дебютував у Ередивізі. Станом на 27 травня 2019 року відіграв за команду з Сіттарда 21 матч у національному чемпіонаті.

## Виступи за збірну
З 2019 року залучався до складу молодіжної збірної Сенегалу, у складі якої став фіналістом молодіжного (U-20) чемпіонату Африки. Цей результат дозволив команді кваліфікуватись на молодіжний чемпіонат світу 2019 року, куди поїхав і Амаду.